# Prisons Football Club
O Prisons Football Club é um clube de futebol com sede em Mbeya, Tanzânia. A equipe compete no Campeonato Tanzaniano de Futebol.

## História
O clube foi fundado pelo Tanzania Prisons Service .

## Títulos
Campeonato Tanzaniano de Futebol:1999